# Remies
Remies är en kommun i departementet Aisne i regionen Hauts-de-France i norra Frankrike. Kommunen ligger  i kantonen Crécy-sur-Serre som ligger i arrondissementet Laon. År 2022 hade Remies 240 invånare.

## Befolkningsutveckling
Antalet invånare i kommunen Remies
Referens: INSEE